# Abi-Milki (Tyros)
Abi-Milki bzw. Abimilki (sumerisch Lugal Abi/Abu, akkadisch Scharrum Abu/Abi) bekleidete zunächst um 1347 v. Chr. den Rang des Stadtfürsten von Tyros (im heutigen Libanon), ehe ihn Pharao Amenophis IV. mit dem ägyptischen Titel Rabisu (General) und höhergehenden Befugnissen ausstattete. Zuvor hatte Amenophis IV. im Amarna-Brief EA 147 Abi-Milki nach dem Tod seines Vaters und den ererbten Titel Amelu von Tyros im Amt bestätigt.

## Geschichtlicher Hintergrund
Nach der Aufforderung von Amenophis IV., die politischen Neuigkeiten in Kinaha zu verbreiten, rebellierten einige andere Stadtfürsten gegen diese Entscheidung. Hintergrund war die unbesetzte ägyptische Position des Rabisu in der Garnison Tyros, die Amenophis IV. aus organisatorischen Gründen mit keinem Ägypter besetzte. Im weiteren Verlauf nennt sich Abi-Milki im Amarna-Brief EA 149 selbst als Rabisu von Tyros.
Zimrida und Aziru, die vorher in einem Bündnis mit Abi-Milki standen, kündigten dieses im Zusammenhang der Eroberung von Sumuru auf und besetzten die Gebiete um Tyros. Abi-Milki unterrichtete Amenophis IV. in mehreren Briefen von dieser gefährlichen Lage. Im Amarna-Brief EA 151 erwähnt Abi-Milki auch die Danunäer: Siehe, ringsherum belagern gefährliche Gegner Tyros. Der König von Danuna ist zwischenzeitlich gestorben, sein Bruder ist jetzt König. Er verhält sich friedlich mir gegenüber. 
Im weiteren Verlauf des Briefes warnt Abi-Milki vor den Rebellen: Siehe, der Festung Tyros-Meer geht das Frischwasser und das Holz aus. Ich werde dir Ilu Milku als Boten senden. Zurzeit sind hier keine hethitische Truppen, aber Aitakama von Kadesch befindet sich mit Aziru im Kampf gegen Biryawaza von Damaskus. Zimrida hat sich unterdessen mit Truppenteilen und Schiffen von Aziru verstärkt, er belagert mich, es ist sehr gefährlich.